# Buchnera longispicata
Buchnera longispicata är en snyltrotsväxtart som beskrevs av Schinz. Buchnera longispicata ingår i släktet Buchnera och familjen snyltrotsväxter. Inga underarter finns listade i Catalogue of Life.